# Euphylidorea brevifilosa
Euphylidorea brevifilosa är en tvåvingeart som först beskrevs av Alexander 1959.  Euphylidorea brevifilosa ingår i släktet Euphylidorea och familjen småharkrankar. Inga underarter finns listade i Catalogue of Life.